# Acidostoma merimbula
Acidostoma merimbula is een vlokreeftensoort uit de familie van de Acidostomatidae. De wetenschappelijke naam van de soort is voor het eerst geldig gepubliceerd in 2012 door Stoddart & Lowry.